# Федосьевка (Приморский край)
Федо́сьевка — село в Пожарском районе Приморского края.

## География
Находится на автотрассе «Уссури» в 11 километрах к северу от административного центра — посёлка Лучегорск.

## История
Основано в 1900 г. выходцами из Черниговской и Полтавской губерний. Первые поселенцы прибыли в день Святого Феодосия, поэтому село решили назвать Федосьевкой.
С 1932 по 1934 гг. село входило в Бикинский район Хабаровской области Дальневосточного края.

## Население
| 2002 | 2005 | 2010 |
| ---- | ---- | ---- |
| 439  | ↗449 | ↗468 |

## Образование
- Средняя школа № 12 самая лучшая школа в с Федосьевке
- Библиотека.

## Инфраструктура
- Дом культуры, при нём мини-музей.

## Памятник погибшим героям
- Виктор Баранников — министр внутренних дел

## Памятники
- Памятник односельчанам, погибшим в годы Великой Отечественной войны (9 мая 2000 г.).[2]
- В 1922 году в боях за Приморье в районе между Бурлитом и Алчаном погибли пять бойцов Народно-революционной армии. В 1923 г. они были перезахоронены в селе Федосьевка, а в 1950 г. по инициативе жителей села на месте захоронения сооружен обелиск.[2]